# ألبرت إف. بولك
ألبرت إف. بولك هو محامي وسياسي أمريكي، ولد في 11 أكتوبر 1869 في فريدريكا في الولايات المتحدة، وتوفي في 14 فبراير 1955 في ويلمنغتون في الولايات المتحدة. نشط حزبياً في الحزب الديمقراطي. وقد انتخب عضو مجلس النواب الأمريكي ‏.